# Teguhan (Jiwan)
Teguhan is een bestuurslaag in het regentschap Madiun van de provincie Oost-Java, Indonesië. Teguhan telt 4152 inwoners (volkstelling 2010).